# Посольство України в Естонії
Посольство України в Естонії — дипломатична місія України у Естонії, знаходиться в Таллінні.

## Завдання посольства
Основне завдання Посольства України в Таллінні представляти інтереси України, сприяти розвиткові політичних, економічних, культурних, наукових та інших зв'язків, а також захищати права та інтереси громадян і юридичних осіб України, які перебувають на території Естонії.
Посольство сприяє розвиткові добросусідських відносин між Україною і Естонією на всіх рівнях, з метою забезпечення гармонійного розвитку взаємних відносин, а також співробітництва з питань, що становлять взаємний інтерес. Посольство виконує також консульські функції.

## Історія дипломатичних відносин
Після проголошення незалежності Україною 24 серпня 1991 року Естонія визнала Україну 6 грудня 1991 року. 3 січня 1992 року між Україною та Естонією було встановлено дипломатичні відносини.
Основою подальших двосторонніх відносин став підписаний 26 травня 1992 року Договір про дружбу і співробітництво між Україною та Естонією. 1 жовтня 1993 року в Таллінні розпочало роботу посольство України в Естонії.

## Керівники дипломатичної місії
1. Кедровський Володимир Іванович (1919—1921)
2. Паращук Михайло Іванович (1921)
3. Голіцинський Євген Миколайович (1921)
4. Терлецький Євген Петрович (1921—1923)
5. Гладуш Віктор Дмитрович (1992—1993)
6. Олененко Юрій Олександрович (1993—1999)
7. Макаревич Микола Петрович (1999—2005)
8. Кір'яков Павло Олексійович (2005—2010)
9. Решетняк Володимир Миколайович (2010) т.п.
10. Крижанівський Віктор Володимирович (2010—2017)
11. Яковенко Василь Адамович (2017—2018) т.п.
12. Беца Мар'яна Олександрівна (2018—2023)
13. Кононенко Максим Олексійович (2023—2025)
14. Боєчко Володимир Васильович (з 2025)

## Посольство України на різноманітних заходах

### Щорічний різдвяний базар
26 листопада 2012 р. у приміщенні готелю «Radisson Blue» відбувся щорічний різдвяний базар, організований Міжнародним жіночим клубом м. Таллінн, в якому традиційно взяло участь Посольство України в Естонії. У заході брали участь більшість посольств іноземних держав у Естонії. Виручені кошти було передано на благодійні цілі. Посольство представило на ярмарку різноманітні українські сувеніри, вишиванки, солодощі та, звичайно, ж відоме у всьому світі українське сало.

### 80-і роковини голодомору в Україні 1932–1933рр.
23 листопада 2012 р. в приміщенні церкви-музею «Нігулісте» відбувся вечір пам'яті, присвячений 80-м роковинам голодомору в Україні 1932–1933 рр. Захід було організовано Конгресом українців Естонії спільно з Посольством України в Естонії.
На вечорі пам'яті були присутні Надзвичайний і Повноважний Посол України в Естонії Віктор Крижанівський, співробітники Посольства, Міністр культури Естонії Рейн Ланг, депутат Європарламенту від Естонії Тунне Келам, глави дипломатичних представництв, акредитованих в Естонії та двоє українців, які пережили страшні часи Голодомору.
Посол В.Крижанівський у промові перед гостями заходу підкреслив, що Голодомор 1932–1933 рр. є трагічною сторінкою в історії України та вказав, що пам'ять про невинно загиблих та ненароджених українців буде завжди в наших серцях.
З промовами до гостей заходу звернулися також Міністр культури ЕР Рейн Ланг та депутат Європарламенту від Естонії Тунне Келам.
Естонія була першою з держав, що визнали Голодомор в Україні геноцидом проти українського народу.
Після екуменічної молитви на вечорі пам'яті прозвучали музичні твори М.Скорика та Д.Шостаковича у виконанні струнного квартету «Фенікс» та співачки С.Федини з м. Львів.